# Poppin'
"Poppin'" é o quinto e último single de Chris Brown produzido por Dre & Vidal em seu álbum de estréia, lançado em Dezembro de 2006. A música tem a participação do rapper Jay Biz. Em uma entrevista à uma rádio em Miami, Flórida, Brown disse que não gravaria um clipe para a música. A canção estreou na Billboard Hot 100 na posição #82 e chegou até à #42. A música está incluída na trilha sonora do filme Stomp The Yard. Foi feito um remix com participação de Juelz Santana e Lil' Wayne. O single recebeu uma certificação Disco de Platina no Brasil, devido a mais de 100 mil downloads pagos, segundo a ABPD.

## Desempenho nas paradas musicais
| Parada musical (2007)                            | Melhor posição |
| ------------------------------------------------ | -------------- |
| Estados Unidos - Billboard Hot 100               | 42             |
| Estados Unidos - Billboard Hot R&B/Hip-Hop Songs | 5              |
| Estados Unidos - Billboard Pop 100               | 95             |